# Xã Greenwood, Quận Clearfield, Pennsylvania
Xã Greenwood (tiếng Anh: Greenwood Township) là một xã thuộc quận Clearfield, tiểu bang Pennsylvania, Hoa Kỳ. Năm 2010, dân số của xã này là 372 người.